# Robert Zelazek
Robert Wojciech Zelazek (Varsovia, 28 de abril de 1964) es un músico y compositor de rock argentino de origen polaco. Fue bajista de la banda punk argentina, Los Violadores.

## Biografía
En 1971, cuando tenía siete años de edad, Robert Wojciech Zelazek se había embarcado junto con su madre a bordo de un carguero, para escapar de los rusos y el régimen comunista que agobiaban a su país. Por ese entonces, su padre ya estaba radicado en Argentina.

## Los Violadores
Comenzó su carrera en Trixy Y Los Maniáticos, una de las primeras bandas punk underground de los años 1980. Integró el mítico grupo Los Violadores, con quienes estuvo desde 1983 hasta 1996, editando una serie de discos exitosos, hoy considerados históricos como: Y ahora qué pasa, eh? (1985), Uno, dos, ultravioladores (EP, 1986), Fuera de sektor (1986),  Mercado indio (1987),  Y que Dios nos perdone (1989), Otro festival de la exageración (1991) y Otra patada en los huevos (1996).
Entre las canciones que compuso o coescribió junto a los violadores, son: «Mercado indio», «Sin ataduras», «Y que Dios nos perdone», «Vanidad», entre otras.

## A.N.I.M.A.L.
En 1992, luego de la primera disolución de Los Violadores, Zelazek une fuerzas con Andrés Giménez, quienes junto al baterista Aníbal Aló formaron A.N.I.M.A.L. que en un principio era ANIMAL sin puntos. Después de varias presentaciones y la grabacion de un demo producido por Mario Breuer, se separan por diferencias sobre el managment y Zelazek, siendo el dueño del nombre, sigue con Leo Nievas en voces, El Griego Alonso, Anel Paz (que solamente grabo las guitarras en el disco homonimo) y lo reemplaza Daniel Tellis en presentaciones en vivo. 

## Otros proyectos
En 1995, se reúne Los Violadores nuevamente para, luego de un par de compilaciones, editar el álbum Otra patada en los huevos, al año siguiente. En 1997 la banda se disuelve por segunda vez, y Robert, abandonando la música, se dedica al negocio de la producción televisiva. Después de más de diez años de permanencia entre Londres, Madrid y Polonia decide empezar a escribir canciones para un futuro proyecto, todavía sin una idea fija. 
Ahora como guitarrista, Robert trabajó incesantemente en la búsqueda de integrantes para lo que luego sería Rottten, hasta que a principios de 2007 se alía con Sebastián "El Chapu" Espíndola, hecho que marca el punto de partida para el armado de una banda más estable. En 2011, la banda edita su disco homónimo y se separan en 2014, tras lanzar su segundo disco titulado Rottten II. En la actualidad, integra "Violenta"  y "Desorbitados".
Ha participado en dos filmes, entre ellos: Sobredosis (1986) y Ellos son, Los Violadores (2009).